# Abracadaboum
Albums de Bérurier Noir
L'Empereur Tomato Ketchup (EP) Ils veulent nous tuer (maxi)
Abracadaboum ! est le troisième album de Bérurier Noir. Il sort en juin 1987 sur le label Bondage Records et est à ce jour l’album du groupe qui a obtenu le plus de succès.
C’est sur cet album qu’apparaît pour la première fois le logo du Folklore de la zone mondiale (FZM), le label du groupe. Cependant, malgré la présence de ce logo, le label est un label fictif qui ne se verra attribué une forme concrète que seize ans plus tard, en 2003.

## Historique
L’album sort dans un contexte de crise pour Bérurier Noir. Les membres du groupe supportent en effet mal cette nouvelle notoriété, la couverture médiatique et la pression que cela engendre d’autant plus que leurs conditions de vie ne s’améliorent pas (faible cachets, tournées dans des conditions difficiles…). Si bien qu’au moment où sort l’album (juin 1987) les membres du groupe sont en grève, grève qui durera six mois et au terme de laquelle certains membres décideront de quitter le groupe.
Si le groupe, dans une période de doutes, rencontre alors des difficultés ce n’est pas le cas de l’album qui lui rencontre un succès fou. Ce succès sans précédent pour le groupe peut s’expliquer par plusieurs facteurs, ainsi l’apparition de musiques plus riches et plus accessibles est l’un des facteurs qui contribuèrent à ce large succès. Autre facteur : la sortie l’année précédente (1986) du 45 tours L’Empereur Tomato Ketchup dont le titre éponyme était alors passé en boucle sur les radios et qui avait ainsi permit de faire connaître Bérurier Noir à un plus large public. Enfin ce succès s’explique aussi par la popularité croissante que le groupe rencontre alors de par ses nombreux concerts survoltés, ses textes engagés, sa volonté de rester indépendant et son esprit de révolte dans lequel une partie de la jeunesse de l’époque se retrouve.
Musicalement l’album apparaît comme plus abouti que ces prédécesseurs. Un saxophone davantage présent sur les morceaux, une guitare aux sons plus variés, une nouvelle boîte à rythmes plus performante et des chœurs joyeux sont autant d’éléments qui sont à l’origine de cette richesse de la musique sur cet album. Globalement l’album est moins noir et plus festif que Concerto pour Détraqués, l’album précédent.
Une musique plus accessible et moins « brute » ne s’accompagne pas d’un changement dans les textes qui restent dans la lignée des textes du groupe, toujours aussi enragés comme le souligne les morceaux Nuits Apache, SOS ou Et Hop !. Le groupe prend aussi conscience du monde qui l’entoure et les textes s’orientent alors davantage vers les autres pays et cultures (Casse-tête Chinois, Ibrahim, Tzigane, tzigane).
Loran (chant/guitare) dira de l’album qu’il est « la fusion de notre côté noir, de l’aspect militant et de l’esprit tribal/ethnique… ».
Les 45 tours L’Empereur Tomato-Ketchup, Viêt Nam, Laos, Cambodge et Ils veulent nous tuer seront compilés sur les versions CD de Abracadaboum !, faisant passer le nombre de titres de l’album de dix à vingt.

## Accueil de la critique
Selon l'édition française du magazine Rolling Stone, cet album est le 96e meilleur album de rock français.
L'album est par ailleurs répertorié dans l'ouvrage de Christian Eudeline, Punk, les 100 albums cultes (éditions Grüng, 2017, notice 70).

## Liste des titres
1. Nuit Apache - 3:25
2. Ibrahim - 2:50
3. Vie de Singe - 3:01
4. Tzigane, tzigane - 3:12
5. L’Empereur Tomato-Ketchup II - 4:12
6. Casse Tête chinois - 5:20
7. Jim la jungle - 2:45
8. S.O.S - 3:20
9. Descendons dans la rue - 3:44
10. Et Hop + Macadam Circus  - 3:02

### Réédition CD
Les titres 1 et 2 proviennent du 45 tours L’Empereur Tomato-Ketchup, les titres 3 à 12 sont ceux que comportaient Abracadaboum ! dans sa version vinyle initiale, les titres 13 à 18 proviennent d' Ils veulent nous tuer et les titres 19 et 20 de Viêt Nam, Laos Cambodge.
- Sur la version CD uniquement

1. L’Empereur Tomato-Ketchup * - 4:03
2. Pavillon 36 * - 3:04
3. Nuit Apache - 3:25
4. Ibrahim - 2:50
5. Vie de Singe - 3:01
6. Tzigane, tzigane - 3:12
7. L’Empereur Tomato-Ketchup II - 4:12
8. Casse Tête chinois - 5:20
9. Jim la jungle - 2:45
10. S.O.S - 3:20
11. Descendons dans la rue - 3:44
12. Et Hop + Macadam Circus  - 3:02
13. On a Faim  * - 3:03
14. Et Hop + Macadam Circus II  * - 2:59
15. Nuit Apache II  * - 3:13
16. Sur les toits  * - 3:46
17. Mineurs en danger  * - 3:53
18. La Marche funèbre de la Jeunesse Suicidaire  * - 2:16
19. Viêt Nam, Laos, Cambodge * - 4:38
20. Comme un Bouddha * - 3:05